# Belgiens Grand Prix 2009
Belgiens Grand Prix 2009 var det tolfte av 17 lopp ingående i Formel 1-VM 2009.

## Rapport
I kvalet överraskade Force Indias Giancarlo Fisichella genom att ta pole position. Han var snabbast i Q1, var fjärde snabbast i Q2 och snabbast i Q3. Fisichellas teamkamrat Adrian Sutil lyckades kvala in som elva. Det var Force Indias första pole i karriären. Fisichella hade inte startat i pole sedan Malaysia 2006 då han körde för Renault. Efter Giancarlo Fisichella kom Toyotas Jarno Trulli följd av Nick Heidfeld som gjorde sitt absolut bästa kval hittills under säsongen. VM-ledaren Jenson Button lyckades inte alls under kvalet och blev fjortonde.
Giancarlo Fisichella gjorde en kanonstart från pole position och ryckte direkt. Rubens Barrichello kom inte iväg så han stod kvar på sin startplatta. In i första kurvan (La Source) körde Fernando Alonso på en framvinge och skadade plattan på vänster framhjul. Kimi Räikkönen tog en liten omväg men tjänade ändå en placering på det. Kimi passerade även Nick Heidfeld ut på Kemmel-rakan upp till andra plats. In i Les Combes (kurva 5) så bromsade Romain Grosjean för sent så att han snurrade och fick med sig VM-ledaren Jenson Button, Lewis Hamilton och Jaime Alguersuari så att alla fick bryta. Kimi Räikkönen var tvungen att gena över gräset och kom ut på tredje plats. Detta gjorde att säkerhetsbilen var tvungen att komma ut och samla upp fältet, så Fisichella förlorade genast luckan han hade fått. När omstarten gick efter fyra varv bakom säkerhetsbilen så kunde Räikkönen lätt passera Fisichella med hjälp av KERS i slutet av Kemmel-rakan. Efter 21 körda varv var Jarno Trulli tvungen att bryta med bromsproblem. Skivan på Fernando Alonsos framhjul gjorde att problem skedde vid depåstoppet. Det gick inte att få på skivan ordentligt igen så Renault var tvungen att byta den så att inte hjulet skulle lossna igen, vilket hände tidigare under säsongen. Alonso kom ut näst sist på 14:e plats vilket gjorde att han gav upp loppet efter 26 varv. När de sista tre varven återstod började Rubens Barrichellos motor att ryka, men den klarade sig ända in i mål, fast när han körde in i depån på väg till Parc Fermé började motorn brinna. Giancarlo Fisichella följde Kimi Räikkönen, som vann, tätt hela loppet och blev tvåa. Sebastian Vettel knaprade in sekund efter sekund på Räikkönen och Fisichella de sista varven fast det räckte inte helt så han blev trea. 

## Resultat
1. Kimi Räikkönen, Ferrari, 10 poäng

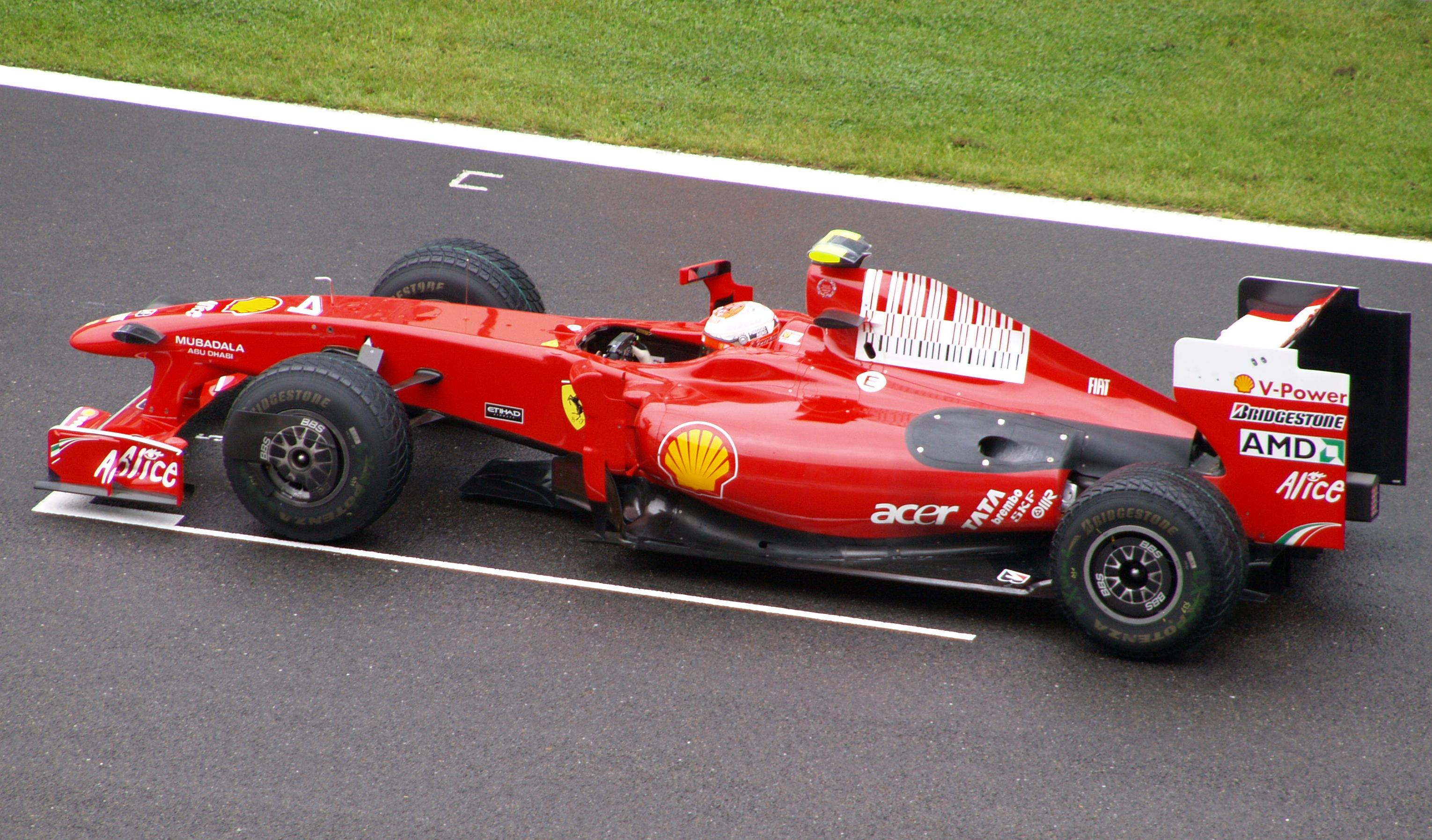
Kimi Räikkönen vann loppet.

2. Giancarlo Fisichella, Force India-Mercedes, 8
3. Sebastian Vettel, Red Bull-Renault, 6
4. Robert Kubica, BMW, 5
5. Nick Heidfeld, BMW, 4
6. Heikki Kovalainen, McLaren-Mercedes, 3
7. Rubens Barrichello, Brawn-Mercedes, 2
8. Nico Rosberg, Williams-Toyota, 1
9. Mark Webber, Red Bull-Renault
10. Timo Glock, Toyota
11. Adrian Sutil, Force India-Mercedes
12. Sébastien Buemi, Toro Rosso-Ferrari
13. Kazuki Nakajima, Williams-Toyota
14. Luca Badoer, Ferrari

### Förare som bröt loppet
- Fernando Alonso, Renault, (varv 26, hjul)
- Jarno Trulli, Toyota (varv 21, bromsar)
- Jenson Button, Brawn-Mercedes (varv 1, kollision)
- Romain Grosjean, Renault, (varv 1, kollision)
- Lewis Hamilton, McLaren-Mercedes (varv 1, kollision)
- Jaime Alguersuari, Toro Rosso-Ferrari (varv 1, kollision)